# Paga Debiti
Paga Debiti ist eine alte Weißweinsorte auf Korsika. Ihr Name bedeutet zahlt seine Schulden und spielt auf den Umstand an, dass die Sorte sehr ertragsstark ist und dem Winzer sichere Einkünfte brachte. Sie ist mit größter Sicherheit italienischen Ursprungs, ist aber nicht identisch mit der dort verbreiteten Sorte Pagadebito.
Der gesamte Vegetationszyklus der Rebe ist im Vergleich zu anderen Sorten sehr spät. Der Austrieb erfolgt ca. 18 Tage nach dem der Sorte Gutedel, der Zeitpunkt der Ernte liegt gar 5 Wochen später als die Ernte des Gutedels. Die Paga Debiti gedeiht daher nur in ausgesprochen warmen Weinlagen, um zur Vollreife zu gelangen.
Die spätreifende Sorte ergibt frische, alkoholarme Weine mit strohgelber Farbe.
Zum Anbau von Qualitätsweine sind die Klone 868 und 869 zugelassen. Da keine neuen Rebflächen angelegt werden, ist die Sorte heute kaum noch anzutreffen. Ihr Bestand dürfte auf Korsika kaum 2 Hektar überschreiten.
Obwohl eines der Synonyme der Sorte Biancone di Portoferraio auch Pagadebiti ist, sind beide Sorten nicht direkt miteinander verwandt. Gleiches gilt für die auf Korsika angebaute Sorte Biancone.
Siehe auch den Artikel Weinbau auf Korsika.
Synonyme: Biancone, Carcamulu (übersetzt beladen wie ein Maultier), Carcamanu, Cortinese oder Curtinese, Pagadebidu, Pagadebbitu, Paga Debito, Pagadibiti